# Remote Nightmare
|  | Denne artikel er oprettet af botten PalnaBot ud fra en ekstern database. Den kan derfor have sproglige fejl eller mangler. Denne skabelon kan fjernes efter kontrol af indholdet. |

Remote Nightmare er en animationsfilm instrueret af Simon Millard efter manuskript af Simon Millard.